# Santa Silvia (Roma)

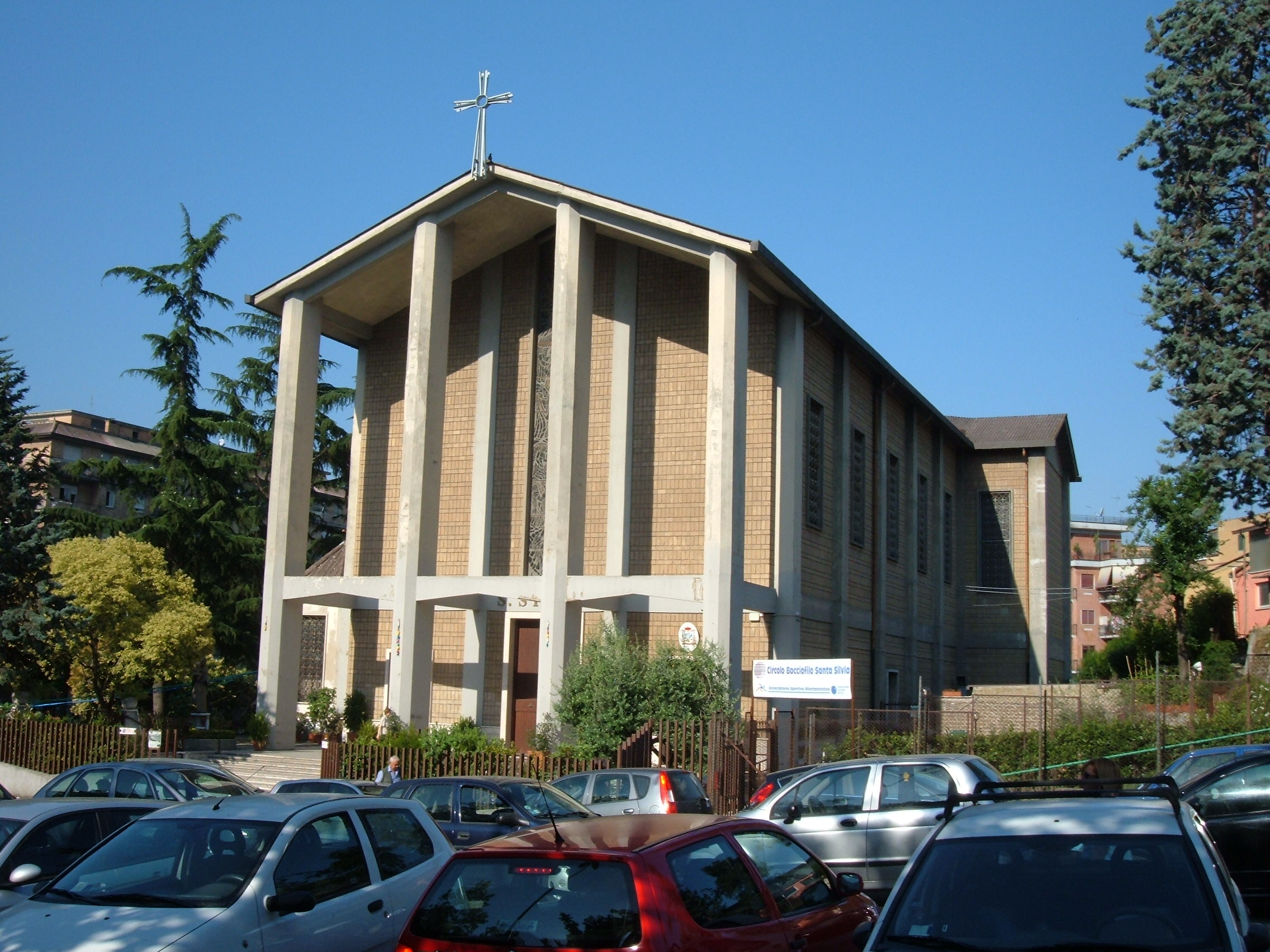
Vista da igreja.

Santa Silvia é uma igreja de Roma localizada na Viale Giuseppe Sirtori, 2, no quartiere Portuense, com a entrada principal no Largo di Santa Silvia. É dedicada a Santa Sílvia, mãe do papa São Gregório Magno. O cardeal-presbítero protetor do título cardinalício de Santa Sílvia é Jānis Pujāts, arcebispo-emérito de Riga, na Letônia.

## História

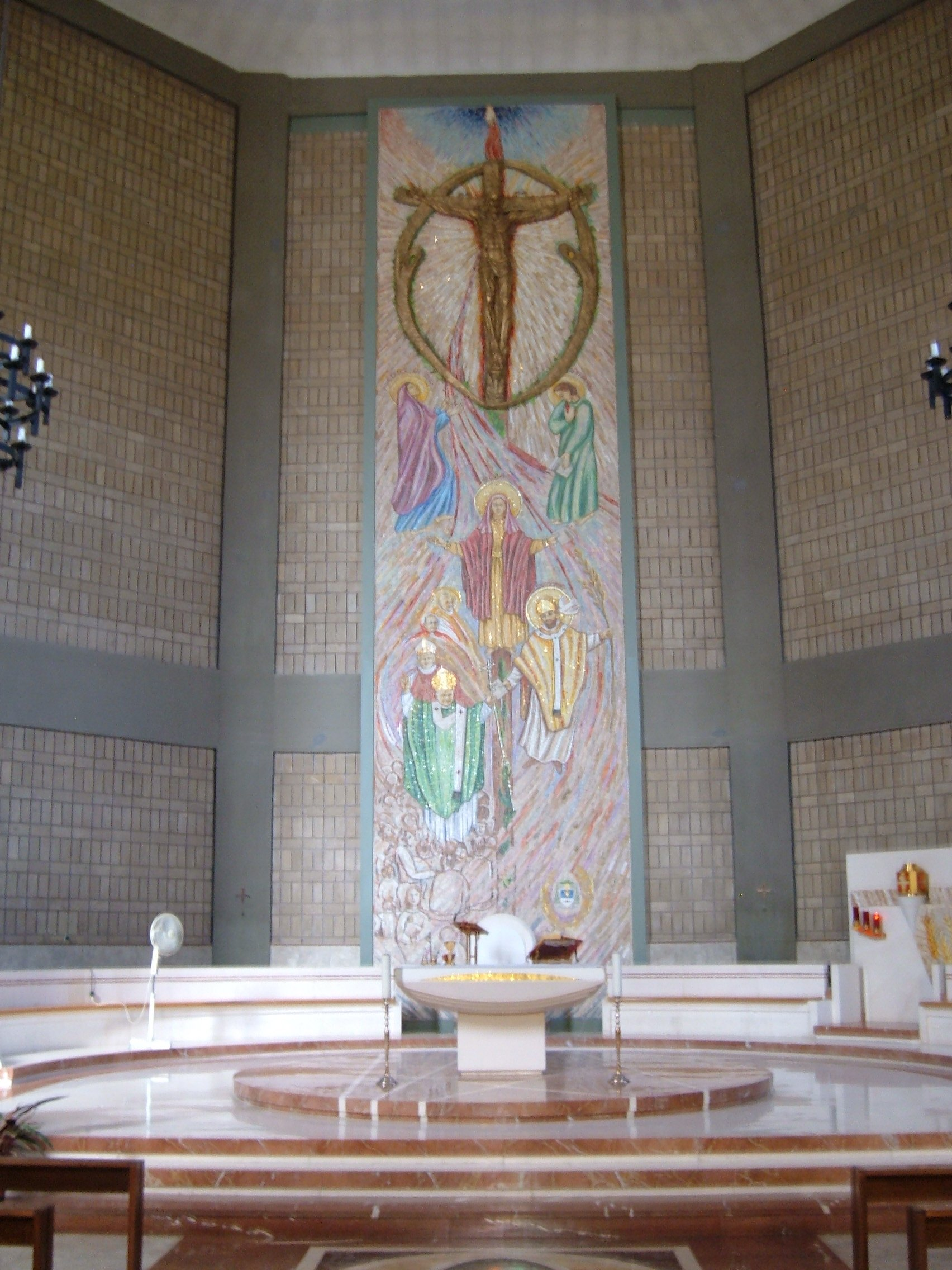
Detalhe do altar.

Esta igreja é sede de uma paróquia criada em 23 de fevereiro de 1959 através do decreto "Ubi primum serena" do cardeal-vigário Clemente Micara. A igreja propriamente dita foi construída entre 1966 e 1968 com base num projeto do arquiteto Francesco Fornari. Na primavera (no hemisfério norte) de 1968, foi aberta ao culto e consagrada pelo monsenhor Filippo Pocci, bispo-auxiliar de Roma. Dois papas já a visitaram: Paulo VI em 21 de junho de 1974 e São João Paulo II em 18 de fevereiro de 1990.
Além disto, ela é sede do título cardinalício de Santa Sílvia, instituído por São João Paulo II em 21 de fevereiro de 2001.

## Descrição
A fachada, precedida por um pórtico aberto assentado sobre quatro pilastras de concreto armado e encimado por uma cruz de ferro, apresenta um grande vitral central, realizado em 1991, representando dois trechos dos evangelhos e realizados por Agar Loche: a Parábola das Dez Virgens (Mateus 25:1–12) e o Julgamento das Nações (Mateus 25:31–47). Sob o vitral se abrem três portais de madeira que dão acesso à igreja. No jardim na frente da fachada está uma estátua da Virgem Maria colocada sobre um pedestal de mármore. Uma rampa do lado esquerda leva até a cripta situada abaixo da igreja.

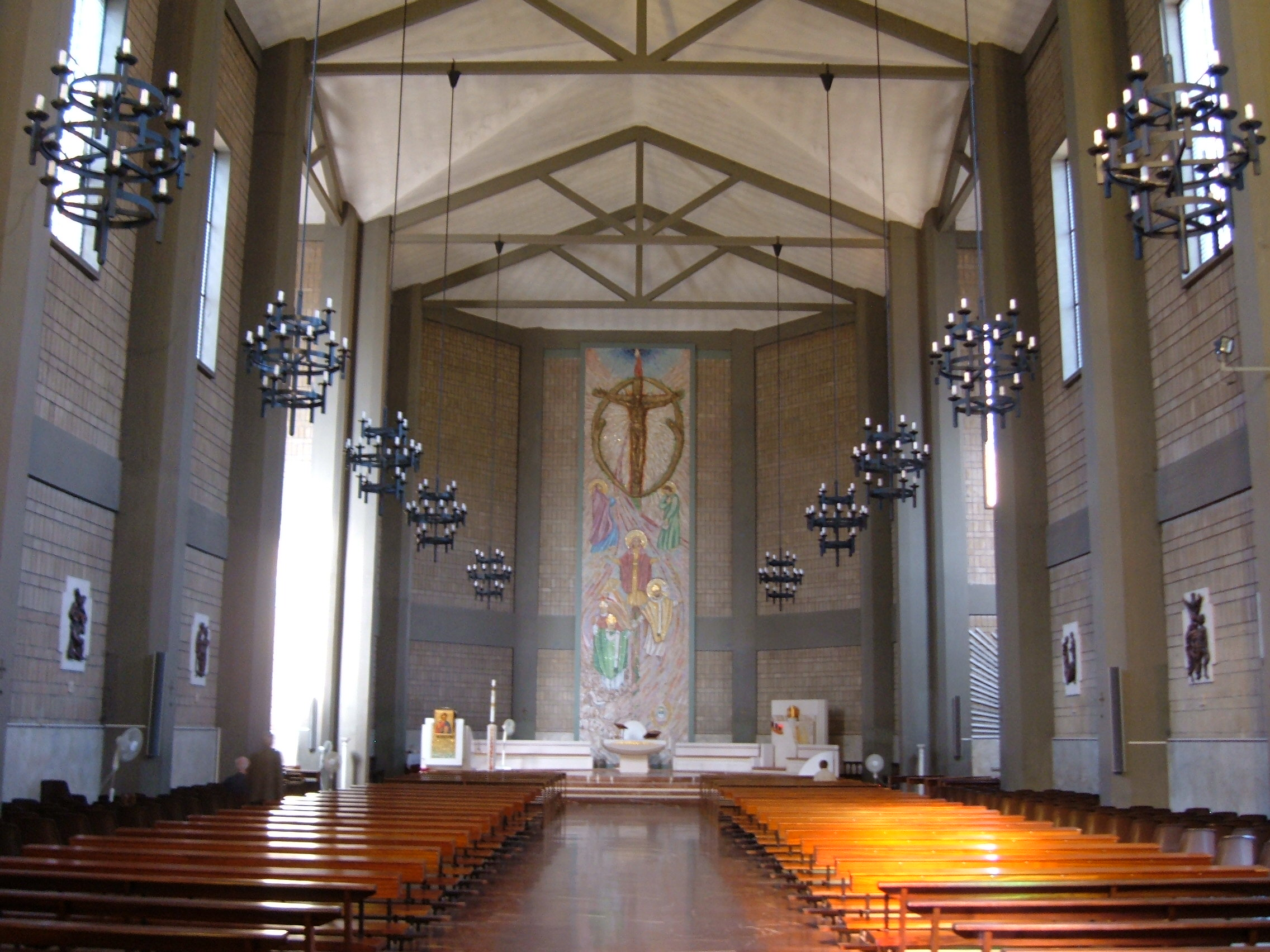
Vista do interior.

A igreja tem uma planta em formato de cruz latina, com uma nave única, um transepto e um presbitério; características são as vigas internas aparentes de concreto armado. A abside é dominada por um mosaico, também obra de Agar Loche, instalado no lugar de um vitral e um crucifixo de bronze que ficavam no local. Ele foi inaugurado por ocasião dos quarenta anos da consagração da igreja, em 2008 e representa, na parte alta, a "Crucificação" com Maria e João aos pés da cruz (incorporando o antigo crucifixo de bronze), na parte central, a Santa Sílvia e o papa São Gregório Magno e, na parte baixa, os papas São João XXIII, Paulo VI, São João Paulo II e Bento XVI.
O presbitério, inaugurado em 28 de setembro de 1997, foi concebido como um espaço semicircular com o centro, realçado por um degrau, ocupado pelo altar-mor, em formato quadrado. À esquerda dele está um alto atril com a imagem de Cristo Pantocrator; diante dele está a pia batismal. Do lado oposto está o sacrário. No braço direito do transepto está um grupo de estátuas de bronze, obra do escultor Augusto Poderosi, representando São Gregório ajoelhado diante da cruz ao lado de sua mãe, Santa Sílvia, padroeira da igreja. No fundo da igreja estão duas placas comemorando as visitas dos papas Paulo VI (21 de junho de 1973) e São João Paulo II (18 de fevereiro de 1990).
Na cantoria, no braço esquerdo do transepto, está um órgão de tubos Mascioni opus 1187, construído entre 2010 e 2011 para substituir o antigo órgão Buccolini-Zarantonello.